# Kanał Sicieński
Kanał Sicieński – kanał wodny, zabytek techniki na terenie Drawieńskiego Parku Narodowego. Kanał nawadniający długości ok. 22 km, dziś na znacznej długości suchy.
Odgałęzia się od. jez. Sitno i biegnie wzdłuż doliny Płocicznej i Jez. Ostrowieckiego, przerzucając się następnie w dolinę Drawy, gdzie doprowadzał wodę do łąk w okolicach Głuska. Według miejscowych podań miał być zbudowany w 2. poł. XIX w. przez jeńców francuskich z wojny 1871 r. (stąd nazwa – "Wał Francuski"), bardziej prawdopodobna jest jednak wersja datująca jego powstanie na lata 1811-1843.  Był elementem tzw. stokowo-grzbietowego  systemu nawadniania łąk. Dzięki funkcjonowaniu tego systemu na terasach dolinnych zbudowanych z luźnego piasku utrzymywano wilgotne łąki, dziś rosną tam ubogie murawy napiaskowe lub uprawy sosnowe (np. koło Miradza i Głuska). Na wale skupienia roślinności ciepłolubnej.
Pozostałości kanału są zabytkiem sztuki inżynierskiej. Wałem biegną na dużych odcinkach znakowane szlaki: niebieski z Moczel nad Jez. Ostrowieckie, żółty wzdłuż Jeziora Ostrowieckiego, czerwony z Pustelni w kierunku Marty.